# Lagraulière
Lagraulière este o comună în departamentul Corrèze din centrul Franței. În 2009 avea o populație de 1.091 de locuitori.

## Evoluția populației
| An        | 1975 | 1982  | 1990 | 1999 | 2006  | 2009  |
| --------- | ---- | ----- | ---- | ---- | ----- | ----- |
| Populație | 980  | 1.010 | 968  | 921  | 1.039 | 1.091 |